# 上宝村立蔵柱小学校
上宝村立蔵柱小学校（かみたからそんりつ くらばしらしょうがっこう）は、かつて岐阜県吉城郡上宝村（現・高山市上宝町）に存在した公立小学校。

## 概要
- 校区は上宝村の東部（蔵柱、荒原）であった。1975年、本郷小学校に統合され廃校。
- 跡地は蔵柱公民館となっている。

## 沿革
- 1874年（明治7年） - 人民共立小学校[注釈 2]が開校。校区は荒原村、蔵柱村。
- 1875年（明治8年） - 平湯村、一重ヶ根村、神坂村、栃尾村、今見村、田頃家村、柏当村、蓼之俣村、笹島村、赤桶村、福地村、中尾村、下佐谷村、苧生茂村、葛山村、鼠餅村、新田村、長倉村、岩井戸村、在家村、本郷村、吉野村、上灘村、見座村、宮原村、双六村、中山村、桃原村、荒原村、蔵柱村、金木戸村が合併し、上宝村が発足。
- 1887年（明治20年） - 荒原冬季分教場を設置。
- 1888年（明治21年） - 蔵柱尋常小学校に改称する。
- 1891年（明治24年） - 荒原冬季分教場を廃止。
- 1901年（明治34年） - 冬季間、荒原に荒原臨時分教場を設置
- 1903年（明治37年） - 荒原臨時分教場を廃止。
- 1910年（明治43年） - 新築移転。この際、移転反対派の住民が移転先の学校備品を運び出し、民家で独自に授業を行う事態が発生する[1]。
- 1912年（明治45年） - 農業補習学校を併設する。
- 1919年（大正8年） - 上宝第三尋常高等小学校に改称する。
- 1928年（昭和3年） - 荒原冬季分教場を設置。
- 1941年（昭和16年）4月1日 - 上宝第三国民学校に改称する。
- 1943年（昭和18年） - 荒原冬季分教場を廃止。
- 1947年（昭和22年）4月1日 - 上宝村立上宝第三小学校に改称する。上宝村立第一中学校蔵柱分校を併設。
- 1948年（昭和23年）4月1日 - 上宝村立第一中学校蔵柱分校が独立し上宝村立第三中学校となる（小中併設）。
- 1959年（昭和34年）4月1日 - 上宝村立蔵柱小学校に改称する。
- 1964年（昭和39年）3月 - 蔵柱中学校が廃校。蔵柱小学校は単独校となる。
- 1975年（昭和50年）3月 - 上宝村立本郷小学校に統合され、廃校。